# Dmitry Chepovetsky
Dmitry Chepovetsky (ukrainisch Дмитро Чеповецький Dmytro Tschepowezkyj; * 1970 in Lwiw, Ukrainische SSR) ist ein ukrainisch-kanadischer Schauspieler und Autor.

## Leben
Chepovetsky wurde in Lemberg in der Westukraine geboren, verließ aber bereits im Alter von sechs Jahren mitsamt seiner Familie sein Heimatland, nachdem der Ausreiseantrag seiner jüdischen Familie bewilligt worden war. Das Ausreiseziel war seinerzeit Israel, doch man entschied sich anders und zog nach Kanada, wo Chepovetsky später in Regina aufwuchs.
Seine Schauspielausbildung absolvierte er am renommierten Theaterprogramm der Ryerson University, sowie als Mitglied des The-Second-City-Truppe in Toronto. Über Bühnenengagements in Vancouver, Calgary, Manitoba, Toronto, Ottawa und Halifax debütierte er Mitte der 1990er Jahre als Gastdarsteller in einigen kanadischen Fernsehserien und trat z. B. in Akte X und Der Sentinel – Im Auge des Jägers auf. Weitere Film- und Fernsehproduktionen folgten, etwa im Science-Fiction-Film Mission to Mars (2000) und eine Gastrolle in der Science-Fiction-Serie Stargate – Kommando SG-1. 2005 wurde er als bester Nebendarsteller in der Fernsehserie ReGenesis für den Gemini Award nominiert.
Seine wohl bekannteste Filmrolle war die des Stephan in dem Action-Thriller Driven to Kill an der Seite von Steven Seagal.
Neben der Arbeit als Darsteller schreibt der Künstler auch Bühnenstücke. So konnten bereits zwei seiner Stücke aufgeführt werden.

## Filmografie (Auswahl)
- 1995–1998: Akte X – Die unheimlichen Fälle des FBI (The X-Files) (Fernsehserie, 3 Episoden)
- 2002: K-19 – Showdown in der Tiefe (K-19: The Widowmaker)
- 2004–2008: ReGenesis (Fernsehserie, 51 Episoden)
- 2006: Lucky Number Slevin
- 2007: Dead Silence – Ein Wort und du bist tot (Dead Silence)
- 2008–2020: Murdoch Mysteries (Fernsehserie, 4 Folgen)
- 2009: Driven to Kill – Zur Rache verdammt (Driven to Kill)
- 2010: R.E.D. – Älter, Härter, Besser (RED – Retired. Extremely Dangerous)
- 2015, 2019: Killjoys (Fernsehserie, 5 Folgen)
- 2016: Rogue (Fernsehserie, 1 Folge)
- 2019: Departure (Fernsehserie, 2 Folgen)